# Isku (motortorpedbåt)
Isku (tidigare MTV 3 i finländsk tjänst) var en finländsk motortorpedbåt av Thornycraft-typ som tjänstgjorde under det andra världskriget. Till skillnad från de ursprungliga Thornycraftmotortorpedbåtarna avfyrade Isku sina torpeder från sidorna. Isku var dock ingen bra konstruktion och båten deltog enbart i Vinterkriget och i de inledande operationerna i Fortsättningskriget. Isku ströks från flottans listor på våren 1942.